# Leptotes bohnkiana
Leptotes bohnkiana là một loài lan bản địa của Brasil (Bahia).

## Hình ảnh

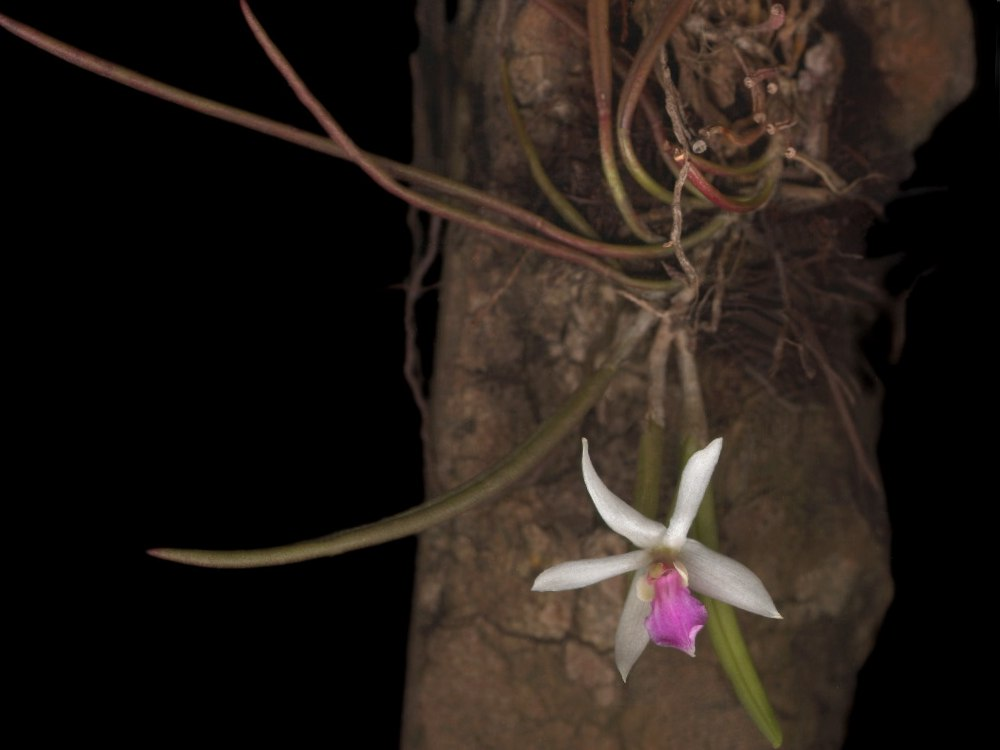